# Cândido Mendes (kommun)
Cândido Mendes är en kommun i Brasilien.   Den ligger i delstaten Maranhão, i den nordöstra delen av landet, 1 600 km norr om huvudstaden Brasília. Antalet invånare är 18 505.
Följande samhällen finns i Cândido Mendes:
- Cândido Mendes

Trakten runt Cândido Mendes består huvudsakligen av våtmarker. Runt Cândido Mendes är det glesbefolkat, med 8 invånare per kvadratkilometer.